# Finarfin
Finarfin és un personatge fictici de l'univers de J.R.R. Tolkien, la Terra Mitjana. És el tercer i darrer fill de Finwë, Rei dels Ñóldor (el segon amb la seva mare Indis dels vanyar). Era germà de Fingolfin, i mig germà de Fëanor.
Va tenir quatre fills: Finrod Felagund, Angrod, Aegnor i Galadriel [1]. Finarfin es considera el més bell i savi dels fills de Finwë. Ell i els seus fills van heretar els cabells rossos de la seva mare, fent-los únics entre els nyoldor. Per això, ell i els seus descendents van ser coneguts com "La casa daurada de Finarfin".
El seu nom quenya és Arafinwë: noble-Finwë. Finarfin n'és la forma en sindarín.

Després de l'assassinat de Finwë, va marxar amb els seus germans Fëanor i Fingolfin en direcció cap a la Terra Mitjana, però va aturar-se quan Mandos va anunciar la Maledicció dels Nyoldor. Finarfin va quedar com a rei dels nyoldor a Valinor.

## Genealogia de la Casa de Finwë
```
(1) (2)

Míriel
 ========= 
Finwë
 ========= 
Indis

| |
| ------------------------------------------

Fëanor
 = 
Nerdanel
 | | | |
| 
Findis
 
Fingolfin
 = 
Anairë
 
Irimë
 
Finarfin
 = 
Eärwen

Maedhros
 | | 

Maglor
 
Fingon
 
Finrod

Celegorm
 
Turgon
 
Angrod
**

Caranthir
 
Aredhel
 
Aegnor

Curufin
* 
Arakáno
 
Galadriel

Amrod

Amras
```

```
(* Pare de 
Celebrimbor
)
(** Pare d'
Orodreth
, que al seu torn va ser pare de 
Gil-galad
)
```

Orodreth apareix com un dels fills de Finarfin a El Silmaríl·lion. Tanmateix, en els escrits de Tolkien queda clar que era fill d'Angrod. Christopher Tolkien ha admès que la versió publicada és errònia.